# Debate de Davos

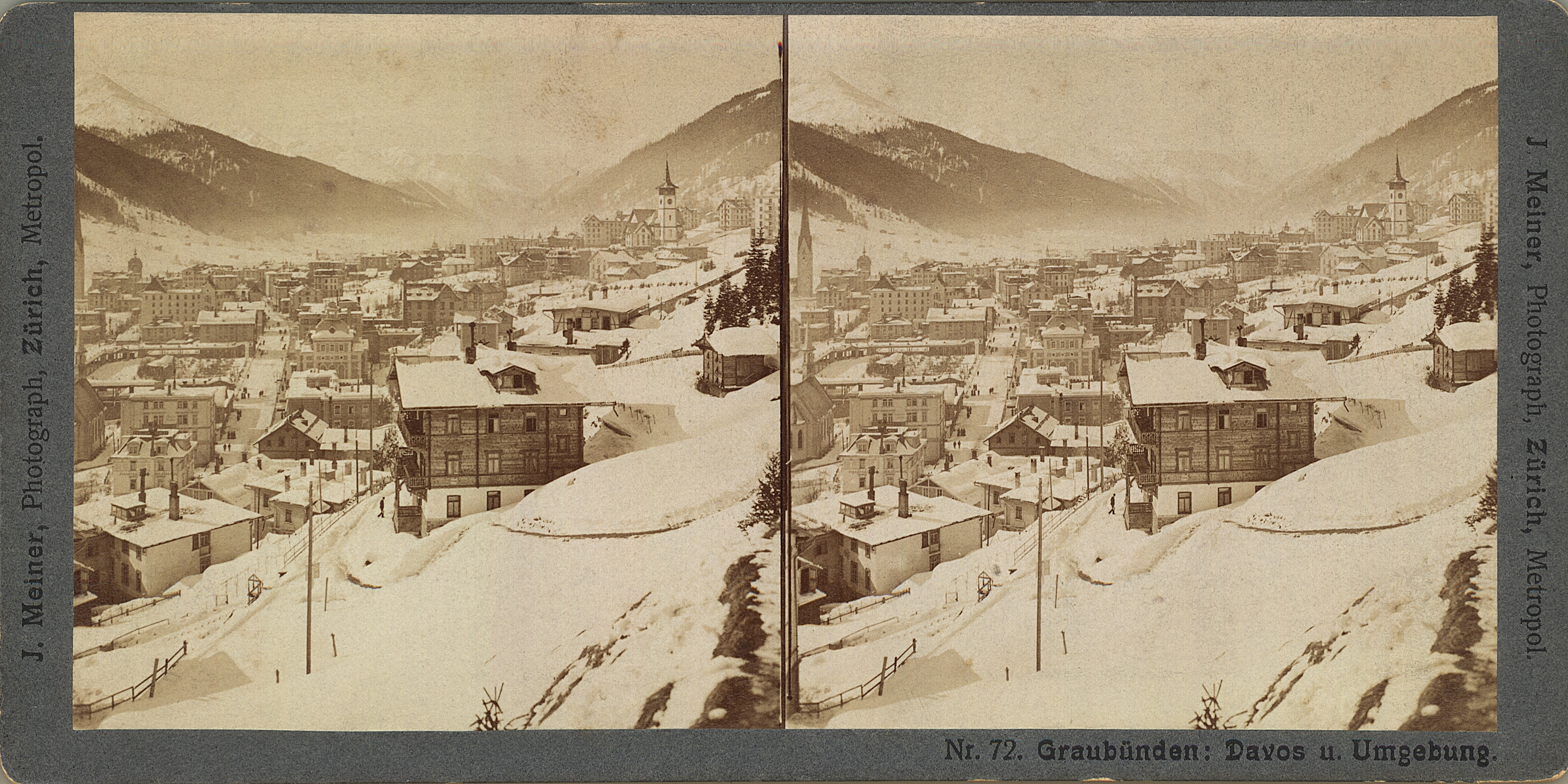
Davos

El Debate de Davos o Debate de Cassirer-Heidegger fue un encuentro entre los filósofos Martin Heidegger y Ernst Cassirer en marzo de 1929 como parte de los II Hochschulkurs de Davos (Cursos de la Universidad de Davos) que celebró su sesión inaugural en el Hotel Belvédère de Davos (Suiza) el 17 de marzo de 1929. El debate se centró en la significación de las nociones kantianas de libertad y racionalidad.

## Historia
En este simposio filosófico tuvo lugar el segundo de un total de tres encuentros entre Cassirer y Heidegger. El muy conocido debate entre los dos filósofos giró en torno a la pregunta: ¿cómo es posible la libertad?, situando la diferencia fundamental en la interpretación de Immanuel Kant. En contraste con el comportamiento de Cassirer, con ánimo mediador tratando de construir puentes, Heidegger enfatizó en la disputa su voluntad de disentir.
Cassirer sostenía que, si bien la Crítica de la razón pura de Kant acentuaba la temporalidad y la finitud humanas, también buscaba situar la cognición humana dentro de una concepción más amplia de la humanidad. Cassirer desafiaba el relativismo de Heidegger invocando la validez universal de las verdades descubiertas por las ciencias exactas y morales.
El historiador Peter E. Gordon, en su obra de 2010, Continental Divide: Heidegger, Cassirer, Davos, reconstruye el debate entre Heidegger y Cassirer, demostrando su significación como punto de ruptura en el pensamiento continental que implicó a todos los grandes movimientos filosóficos de la época. Este libro fue galardonado con el premio Jacques Barzun de la American Philosophical Society in 2010.
El físico y filósofo Rudolf Carnap también estuvo en este encuentro de Davos.